# Brazuelo
Brazuelo en espagnol, ou Brazuelu en léonais, est une localité et une commune espagnole (municipio) de la province de León, dans la communauté autonome de Castille-et-León, dans le Nord de l'Espagne. La localité est le chef-lieu du municipio du même nom.
Le territoire du municipio de Brazuelo est traversé par le Camino francés du Chemin de Saint-Jacques, en passant par la localité de El Ganso.

## Démographie
| 1991 |  | 1996 |  | 2001 |  | 2004 |
| ---- |  | ---- |  | ---- |  | ---- |
| 376  |  | 370  |  | 361  |  | 340  |

## Divisions administratives
Le municipio regroupe les neuf localités suivantes :
- Bonillos
- Brazuelo (chef-lieu)
- Combarros (es)
- El Ganso
- Pradorrey
- Quintanilla de Combarros
- Requejo de Pradorrey
- Rodrigatos de la Obispalía
- Veldedo

## Culture et patrimoine

### Pèlerinage de Compostelle
Sur le Camino francés du Pèlerinage de Saint-Jacques-de-Compostelle, on vient du municipio d'Astorga par sa localité de Santa Catalina de Somoza.
Le prochain municipio traversé est Santa Colomba de Somoza, vers le nord-nord-ouest, par sa localité de Rabanal del Camino.

## Sources et références
- (es) Cet article est partiellement ou en totalité issu de l’article de Wikipédia en espagnol intitulé « Brazuelo » (voir la liste des auteurs).
- (fr) Grégoire, J.-Y. & Laborde-Balen, L. , « Le Chemin de Saint-Jacques en Espagne - De Saint-Jean-Pied-de-Port à Compostelle - Guide pratique du pèlerin », Rando Éditions, mars 2006,  (ISBN 2-84182-224-9)
- (fr)« Camino de Santiago St-Jean-Pied-de-Port - Santiago de Compostela », Michelin et Cie, Manufacture Française des Pneumatiques Michelin, Paris, 2009,  (ISBN 978-2-06-714805-5)
- (fr)« Le Chemin de Saint-Jacques Carte Routière », Junta de Castilla y León, Editorial

1. ↑  (es) internotes.cajaespana.es Caja España : Informe de Datos Económicos y Sociales de los Municipios de España.
2. ↑  (es) www.mpt.gob.es Alcaldes de los municipios de Castilla y León.